# Olympische Sommerspiele 1960/Leichtathletik – Stabhochsprung (Männer)

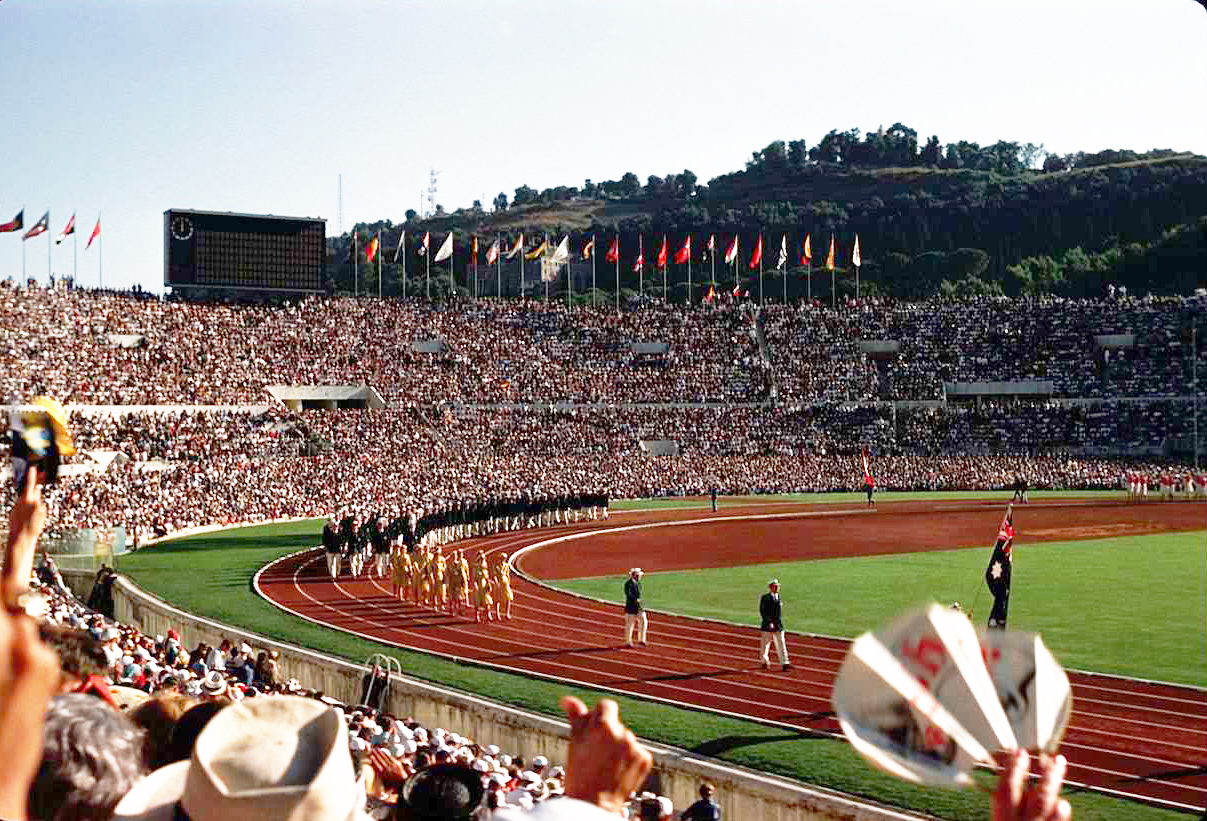
Das Olympiastadion während der Eröffnungsfeier

Der Stabhochsprung der Männer bei den Olympischen Spielen 1960 in Rom wurde am 5. und 7. September 1960 im Stadio Olimpico ausgetragen. 31 Athleten nahmen teil.
Olympiasieger wurde der US-Amerikaner Don Bragg, der vor seinem Landsmann Ron Morris gewann. Die Bronzemedaille ging an den Finnen Eeles Landström.
Es gingen drei Deutsche und ein Schweizer an den Start. Der Deutsche Günter Malcher konnte sich für das Finale qualifizieren und belegte dort Rang fünf. Seine Mannschaftskollegen Peter Laufer und Manfred Preußger schieden ebenso wie der Schweizer Gérard Barras nach der Qualifikation aus. Athleten aus Österreich und Liechtenstein nahmen nicht teil.

## Rekorde

### Bestehende Rekorde
| Weltrekord         | 4,80 m | Don Bragg ( USA)    | Palo Alto, USA                  | 2. Juli 1960      |
| Olympischer Rekord | 4,56 m | Bob Richards ( USA) | Finale OS Melbourne, Australien | 26. November 1956 |

### Rekordegalisierungen / -verbesserungen
Der bestehende olympische Rekord wurde im Finale am 7. September dreimal verbessert oder egalisiert:
- 4,60 m
  - Don Bragg (USA), erster Versuch
  - Ron Morris (USA), zweiter Versuch
- 4,70 m
  - Don Bragg (USA), erster Versuch

## Durchführung des Wettbewerbs
31 Athleten traten am 5. September zu einer Qualifikationsrunde an. Die von zehn Springern – hellblau unterlegt – bewältigte Qualifikationshöhe betrug 4,40 Meter. Da für das Finale mindestens zwölf Athleten vorgesehen waren, wurde das Finalfeld mit den nächstplatzierten Wettbewerbern aufgefüllt. Da zwei Teilnehmer gleichplatziert auf Rang zwölf lagen, kamen zu den direkt qualifizierten Sportler insgesamt drei Athleten – hellgrün unterlegt – hinzu. Für dreizehn qualifizierte Springer fand das Finale am 7. September statt.

## Zeitplan
5. September, 9:00 Uhr: Qualifikation

7. September, 13:30 Uhr: Finale

## Legende
Kurze Übersicht zur Bedeutung der Symbolik – so üblicherweise auch in sonstigen Veröffentlichungen verwendet:
| – | verzichtet   |
| o | übersprungen |
| x | ungültig     |

## Qualifikation

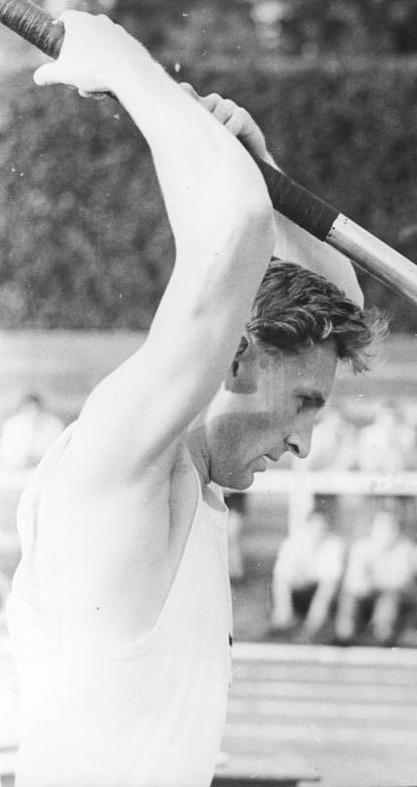
Manfred Preußger scheiterte mit 4,20 m in der Qualifikation auf dem geteilten vierzehnten Platz

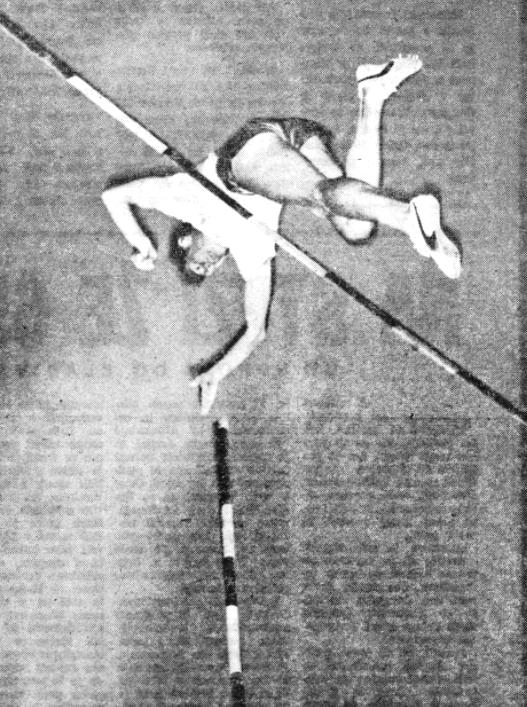
Roman Lešek – ausgeschieden mit 4,20 m in der Qualifikation auf dem geteilten vierzehnten Platz

Datum: 5. September 1960, 9:00 Uhr
| Platz | Name                | Nation           | 3,80 m | 4,00 m | 4,20 m | 4,30 m | 4,40 m | Höhe   |
| ----- | ------------------- | ---------------- | ------ | ------ | ------ | ------ | ------ | ------ |
| 1     | Christo Christow    | Bulgarien        | –      | o      | o      | o      | o      | 4,40 m |
| 1     | Matti Sutinen       | Finnland         | –      | o      | o      | o      | o      | 4,40 m |
| 3     | Don Bragg           | USA              | –      | –      | o      | xo     | o      | 4,40 m |
| 4     | Eeles Landström     | Finnland         | –      | o      | o      | xo     | o      | 4,40 m |
| 4     | Günter Malcher      | Deutschland      | –      | o      | xo     | o      | o      | 4,40 m |
| 6     | Rudolf Tomášek      | Tschechoslowakei | o      | xo     | o      | o      | o      | 4,40 m |
| 7     | Leon Lukman         | Jugoslawien      | –      | o      | xxo    | o      | o      | 4,40 m |
| 8     | Rolando Cruz        | Puerto Rico      | –      | o      | o      | o      | xxo    | 4,40 m |
| 8     | Ihor Petrenko       | Sowjetunion      | –      | o      | o      | o      | xxo    | 4,40 m |
| 10    | Jānis Krasovskis    | Sowjetunion      | –      | –      | o      | xo     | xxo    | 4,40 m |
| 11    | Ron Morris          | USA              | –      | –      | o      | o      | xxx    | 4,30 m |
| 12    | Dimitar Chlebarow   | Bulgarien        | –      | o      | o      | o      | xxx    | 4,30 m |
| 12    | Andrzej Krzesiński  | Polen            | –      | o      | o      | o      | xxx    | 4,30 m |
| 14    | Peter Laufer        | Deutschland      | –      | o      | o      | –      | xxx    | 4,20 m |
| 14    | Manfred Preußger    | Deutschland      | –      | o      | o      | –      | xxx    | 4,20 m |
| 14    | Roman Lešek         | Jugoslawien      | –      | o      | o      | xxx    |        | 4,20 m |
| 14    | Valbjörn Þorláksson | Island           | –      | o      | o      | xxx    |        | 4,20 m |
| 18    | Dave Clark          | USA              | o      | o      | o      | xxx    |        | 4,20 m |
| 18    | Janusz Gronowski    | Polen            | o      | o      | o      | xxx    |        | 4,20 m |
| 18    | Georgios Roumbanis  | Griechenland     | o      | o      | o      | xxx    |        | 4,20 m |
| 18    | Victor Sillon       | Frankreich       | o      | o      | o      | xxx    |        | 4,20 m |
| 22    | Noriaki Yasuda      | Japan            | –      | xxo    | o      | xxx    |        | 4,20 m |
| 23    | Bjørn Andersen      | Dänemark         | –      | o      | xxx    |        |        | 4,00 m |
| 23    | Gérard Barras       | Schweiz          | –      | o      | xxx    |        |        | 4,00 m |
| 23    | Raymond Van Dijck   | Belgien          | –      | o      | xxx    |        |        | 4,00 m |
| 26    | Allah Ditta         | Pakistan         | xo     | o      | xxx    |        |        | 4,00 m |
| NM    | Owen Okundaye       | Nigeria          | –      | xxx    |        |        |        | ogV    |
| NM    | Mohamed Abdullah    | Irak             | xxx    |        |        |        |        | ogV    |
| NM    | Orhan Altan         | Türkei           | xxx    |        |        |        |        | ogV    |
| DNS   | Günther Gratzer     | Österreich       |        |        |        |        |        |        |
| DNS   | Wladimir Bulatow    | Sowjetunion      |        |        |        |        |        |        |

## Finale
Datum: 7. September 1960, 13:30 Uhr
| Platz | Name               | Nation           | 4,00 m | 4,20 m | 4,30 m | 4,40 m | 4,50 m | 4,55 m | 4,60 m | 4,70 m | 4,82 m | Endresultat | Anmerkung |
| ----- | ------------------ | ---------------- | ------ | ------ | ------ | ------ | ------ | ------ | ------ | ------ | ------ | ----------- | --------- |
| 1     | Don Bragg          | USA              | –      | –      | o      | xo     | o      | o      | o OR   | o OR   | xxx    | 4,70 m      | OR        |
| 2     | Ron Morris         | USA              | –      | –      | o      | o      | xo     | o      | xo ORe | xxx    |        | 4,60 m      |           |
| 3     | Eeles Landström    | Finnland         | –      | o      | –      | xo     | xo     | o      | xxx    |        |        | 4,55 m      |           |
| 4     | Rolando Cruz       | Puerto Rico      | o      | o      | o      | o      | o      | xo     | xxx    |        |        | 4,55 m      |           |
| 5     | Günter Malcher     | Deutschland      | –      | o      | o      | o      | o      | xxx    |        |        |        | 4,50 m      |           |
| 6     | Ihor Petrenko      | Sowjetunion      | –      | o      | –      | xxo    | o      | xxx    |        |        |        | 4,50 m      |           |
| 6     | Matti Sutinen      | Finnland         | –      | o      | –      | xxo    | o      | xxx    |        |        |        | 4,50 m      |           |
| 8     | Rudolf Tomášek     | Tschechoslowakei | o      | o      | o      | xxo    | o      | xxx    |        |        |        | 4,50 m      |           |
| 9     | Leon Lukman        | Jugoslawien      | o      | o      | o      | o      | xxx    |        |        |        |        | 4,40 m      |           |
| 10    | Christo Christow   | Bulgarien        | –      | xo     | o      | o      | xxx    |        |        |        |        | 4,40 m      |           |
| 11    | Dimitar Chlebarow  | Bulgarien        | –      | o      | o      | xxx    |        |        |        |        |        | 4,30 m      |           |
| 12    | Andrzej Krzesiński | Polen            | o      | o      | o      | xxx    |        |        |        |        |        | 4,30 m      |           |
| 13    | Jānis Krasovskis   | Sowjetunion      | –      | –      | xo     | xxx    |        |        |        |        |        | 4,30 m      |           |

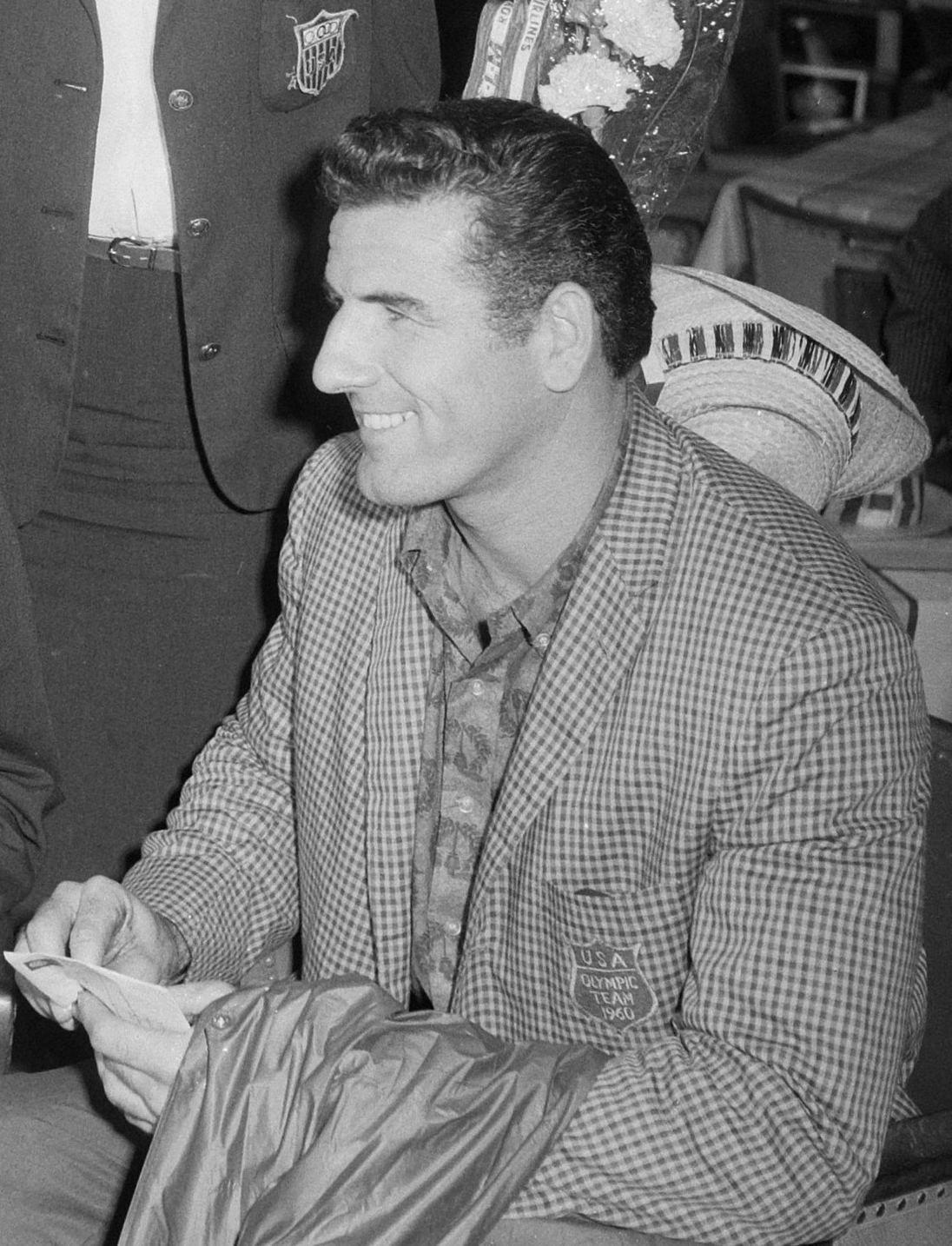
Olympiasieger Don Bragg

Don Bragg, der Weltrekordhalter aus den USA, war der Topfavorit des Wettkampfes, dessen Finale über sechs Stunden dauerte. Vier Springer hatten 4,55 m überquert. Neben Bragg und dessen Landsmann Ron Morris waren auch noch der finnische Europameister von 1958 Eeles Landström und zur Überraschung der Experten der Puerto-Ricaner Rolando Cruz im Rennen. 4,60 m konnten jedoch nur die beiden US-Springer überqueren. Da Cruz bei 4,55 m einen zweiten Versuch benötigt hatte, ging die Bronzemedaille an den Finnen.
4,60 m übersprang Bragg im ersten und Morris im zweiten Versuch. Bei 4,70 m schied Morris dann aus, Bragg meisterte die Höhe wiederum im ersten Anlauf. Er ließ auf die neue Weltrekordhöhe von 4,82 m auflegen, scheiterte hier jedoch.
Erstaunlich war, dass der griechische Olympiadritte von 1956 Georgios Roumbanis seinen damals so erfolgreich benutzten Glasfieberstab nicht mehr einsetzte und wie alle anderen Athleten mit einem Metallstab sprang – er scheiterte in der Qualifikation. Jetzt allerdings setzte die – nicht von allen begrüßte – Nutzung der Stäbe aus dem neuen biegsamen Material nach den Spielen von Rom intensiv ein und niemand benutzte mehr die Stäbe aus herkömmlichem Material. Zu den Gegnern der technischen Neuerung, die eine irreguläre Hilfe und Unterstützung darin sahen, gehörte auch Olympiasieger Don Bragg.
Im vierzehnten olympischen Finale gewann Donald Bragg die fünfzehnte Goldmedaille für die USA – 1908 hatte es zwei Goldmedaillen gegeben.

## Video
- 6'3" Don Bragg Wins Pole Vault Gold Medal - Rome 1960 Olympics, youtube.com, abgerufen am 27. August 2021